# Mentocrex
Mentocrex (лат.) — род птиц семейства Sarothruridae отряда журавлеобразных. Род включает два вида — Mentocrex kioloides и Mentocrex beankaensis, — являющихся эндемиками Мадагаскара. У птиц серое, напоминающее маску, оперение головы, крупное белое пятно на горле, каштановое или коричневое оперение тела и черноватые крылья со светлыми полосками. Представители рода Mentocrex питаются насекомыми, земноводными и зерном. В грубые чашеобразные гнёзда на высоте 2—3 м птицы откладывают два яйца, из которых вылупляются птенцы, покрытые красно-коричневым пухом.
Род был выделен Джеймсом Ли Питерсом в 1932 году из рода Canirallus на основе существенных различий в форме ноздрей птиц. Долгое время род относили к семейству пастушковых, но
в XXI веке Mentocrex был отнесён к семейству Sarothruridae, которое также включает роды Sarothrura и Rallicula.

## Описание
Mentocrex — птицы среднего размера. Хотя сравнение проводилось только для одной известной особи Mentocrex beankaensis, этот вид заметно крупнее мадагаскарского серогорлого пастушка (Mentocrex kioloides). M. beankaensis обладает телом длиной около 30 см, а мадагаскарский серогорлый пастушок — 28 см при массе 258—280 г.
Голова птиц в передней части и область вокруг глаз окрашены в серый цвет разных оттенков, который в поле часто выглядит как белая маска. Кроющие перья ушей тёмные коричнево-рыжие у M. beankaensis и серые у M. kioloides. Шея и оперение сзади светло-коричневые с оливковым оттенком, более светлые в нижней части спины. Маховые перья и кроющие перья крыла черноватые со светлыми полосами на внутренней стороне. Оперение груди, шеи и верхней части живота каштановое, в нижней части и по бокам тёмное-коричневое со светлыми пятнами. Под клювом и на горле белое крупное пятно с узкой тёмной каймой по контуру. Половой диморфизм отсутствует. M. beankaensis обладает более тёмным оперением с менее однородной расцветкой лба и уздечки.
Западноафриканский серогорлый пастушок (Canirallus oculeus), который долгое время считался родственным мадагаскарскому серогорлому пастушку, обладает более крупными размерами, у него белое или серое пятно на горле без чёрных пятнышек по краям, а на полётных и кроющих перьях белые полоски; клюв зелёный или жёлто-зелёный, с чёрным кончиком.
Вокализация M. kioloides представляет собой серию громких пронзительных свистов с восходящими модуляциями. Издаваемый при кормлении приглушённый хрип напоминает один из сигналов бурого лемура (Lemur fulvus). Вокализация M. beankaensis ещё не была описана.

## Распространение
Оба вида являются эндемиками Мадагаскара. Подвид M. kioloides kioloides селится во влажных лесах на склонах Высокого плато на востоке острова, в то время как подвид M. kioloides berliozi обитает в лиственных умеренно влажных лесах на северо-западе острова в бассейне реки Самбирано. Остаётся неясным птицы какого подвида обитают на склонах горного массива Царатанана. Ареал M. beankaensis включает части горных массивов Бемараха (Bemaraha Massif) и Беанка (Beanka Massif).
Мадагаскарский серогорлый пастушок предпочитает нетронутые тропические леса с небольшой вторичной растительностью и довольно редким травяным покровом. Обычно селится у лесных водотоков, на краю прудов и болот с тростником и папирусом. Также встречается в сухих лиственных лесах. M. beankaensis предпочитает селиться на «цингах» (tsingy) — известковых карстах со скалистыми вершинами. Обычно этот вид встречается на более низких высотах, чем мадагаскарский серогорлый пастушок. Оба вида ведут оседлый образ жизни.
Международный союз охраны природы относит мадагаскарского серогорлого пастушка к видам, вызывающим наименьшие опасения (LC) и оценивает его численность в 670—1300 взрослых особей. M. beankaensis этой же организацией относится к видам, близким к уязвимому положению (NT), общая численность этого вида оценивается в 2500—9999 взрослых особей.

## Питание
Мадагаскарский серогорлый пастушок питается насекомыми, земноводными и зерном.
Птицы части питаются парами и постоянно находятся в движении. Они выскакивают из подлеска, чтобы исследовать подстилку, и по несколько раз возвращаются к одному месту. Особенности рациона M. beankaensis неизвестны; желудок единственной обнаруженной птицы был пуст.

## Размножение
Известно, что мадагаскарский серогорлый пастушок откладывает яйца в мае, июне и ноябре, готовых к размножению самок также отмечали в октябре. Информация о размножении M. beankaensis отсутствует.
M. kioloides строит грубое чашеобразное гнездо из травы, листьев и лишайника в кустарнике или клубках лиан на высоте 2—3 м над землёй. Самка откладывает два розовато-белых яйца с редкими рыжими и серыми пятнами на широком конце. Появившиеся на свет птенцы покрыты чёрным и рыжевато-коричневым пухом. Авторы M. beankaensis посчитали единственного известного птенца этого вида идентичным той иллюстрации, которая включена в опубликованную американским орнитологом Сторрсом Лавджоем Олсоном в 1973 году работу по исследованию пастушковых.

## Систематика
Мадагаскарский серогорлый пастушок был описан французским орнитологом Жаком Пюшраном в 1845 году. Долгое время его относили к роду Canirallus, однако в 1932 году американский орнитолог Джеймс Ли Питерс посчитал различия в форме ноздрей существенными и выделил его в отдельный род Mentocrex. В 2011 году Стивен Майкл Гудман (Steven Michael Goodman), Мэри Джин Рахерилалао (Marie Jeanne Raherilalao) и Николас Блок (Nicholas L. Block) выделили вид M. beankaensis. Подробные исследования взаимоотношений внутри рода невозможны из-за очень малого количества материала, особенно с северных частей ареала. В исследовании Гудмана и соавторов рассматривалось пять экземпляров M. k. kioloides, четыре экземпляра M. k. berliozi и два экземпляра M. beankaensis. В 2019 году Александер Боаст (Alexander P. Boast) с соавторами на основе молекулярных исследований предположили, что разделение M. kioloides и M. beankaensis произошло 3,4 млн лет назад (0,87—6,6 млн лет назад), подтвердив таким образом выделение последнего в отдельный вид.
Международный союз орнитологов относит к роду два вида.
| Виды                                                     | Виды                               | Виды                                                 | Виды                                            |
| Научное название                                         | Русское название                   | Описание                                             | Распространение                                 |
| -------------------------------------------------------- | ---------------------------------- | ---------------------------------------------------- | ----------------------------------------------- |
| Mentocrex kioloides (Pucheran, 1845)                     | Мадагаскарский серогорлый пастушок | Общая длина — 28 см, масса — 258—280 г, два подвида. | Обитает на северо-западе и востоке Мадагаскара. |
| Mentocrex beankaensis Goodman, Raherilalao & Block, 2011 |                                    | Общая длина — около 30 см.                           | Обитает на западе Мадагаскара.                  |

Долгое время мадагаскарского серогорлого пастушка относили к семейству пастушковых (Rallidae).
Петерс считал род Mentocrex родственным Rallicula, в то время как датский орнитолог Финн Саломонсен, описавший в 1934 году описал подвид M. k. berliozi, отмечал сходство птиц с Rallus. Олсон не выделял M. kioloides в отдельный род. Он сравнивал Canirallus oculeus и Mentocrex kioloides с Neocrex, у которых различия между двумя видами также связаны со строением ноздрей. Помимо этого Mentocrex и Canirralus, по его мнению, отличаются лишь размерами, цветом горла, а также отсутствием белых отметок на кроющих крыла. Он также обращал внимание на сходство пухового наряда птенцов Mentocrex и Rallicula и объединял все три рода (Canirallus, Mentocrex, Rallicula) в один. Согласно современным исследованиям Sarothrura и Mentocrex являются сестринскими лапчатоногим (Heliornithidae) и таким образом нарушают монофилию пастушковых, из-за чего они были вынесены в отдельное семейство Sarothruridae. Международный союз охраны природы продолжает относить птиц рода Mentocrex к семейству пастушковых.